# Waldemar Aspelin

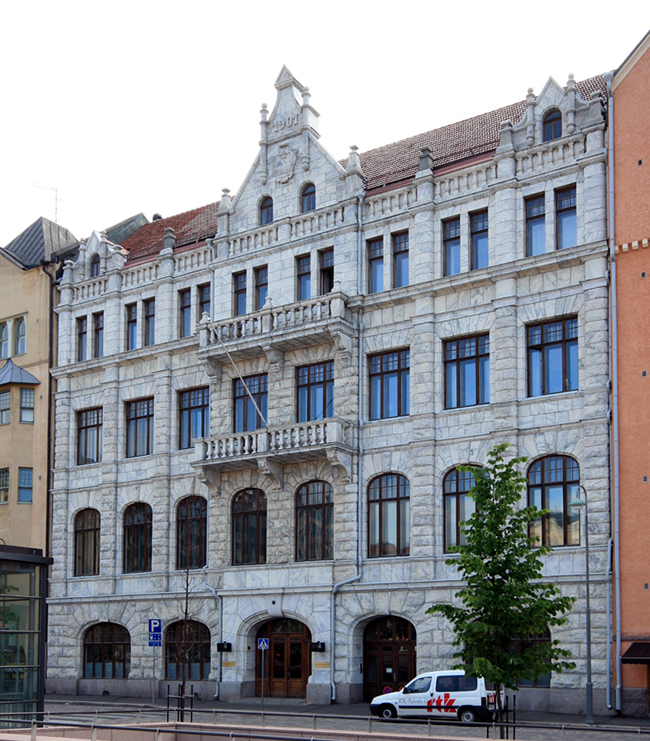
Högsta förvaltningsdomstolen i Helsingfors, 1901

Johannes Waldemar Aspelin, född 26 september 1854 i Koskis, Finland död 10 november 1923 i Helsingfors, var en finländsk arkitekt.
Waldemar Aspelin tog examen från Tekniska elementarskolan i Borås 1877 och studerade 1883–86 vid Polytekniska institutet i Helsingfors, där han examinerades som arkitekt. Han var först verksam i Fredrikshamn som arkitekt, därefter, från 1889, verkade han i Helsingfors som arkitekt och som lärare vid Läroverket för gossar och flickor, Centralskolan för konstflit, Ateneum och Högre handelsläroverket. Han har ritat flera kontors- och bostadsbyggnader, främst i Helsingfors.
Han formgav Pauligs kaffereklam med den nationalromantiska Paula flickan på 10 kilos kaffeburkarna 1904. Enligt sägnen skulle grundaren av kafferosteriet Gustav Paulig ha sett en vacker flicka klädd i folkdräkt i Sääksmäki. Han blev förtjust och ville ha en sådan flicka på sina kaffeburkar.  

## Byggnader
- Aladins hus, Rådhustorget, Fredrikshamn 1889
- Karlbergs gård, Karlberg, Finland" 1890
- Finns folkhögskolas huvudbyggnad [5], Esbogård, Esbo, 1896
- Fiskars lokal, Fiskars 1896
- Privatbankens kontor, interiör, Helsingfors 1896
- Utvidgningen av Nordsjö gårds huvudbyggnad  1897
- Bergatan 8, Helsingfors, gårdsbyggnad 1898
- Fazers sötsaksfabrik, fabriskgatan, Helsingfors 1898. Byggnaden används numera av film och reklammänniskor.[4]
- Nordiska föreningsbankens hus, Viborg.  1898–1900
- Donnerska huset Elisabetsgatan i Kronohagen, Helsiingfors 1900, är kanske det mest kända av hans bostadshus. Han planerade det tillsammans med  arkitekt Robert S. Lorimer från Edingurg. Huset är också känt som Svenska Klubben. Ingenjören och fabrikören  Ossian Donner lät bygga huset som gåva åt sin skotska fru Violet Marion MacHutchen. Troligen för att lindra fruns hemlängtan byggdes huset på skotskt sätt i tegel. [3]
- Tölö spårvagnshall, (nuvarande Spåramuseet), Tölögatan 51 A, Helsingfors 1900, byggdes av Helsingfors Spårvägs- och Omnibus Aktiebolag när spårvägen elektrifierades i början av 1900-talet. De hästdragna kollektivtrafiken hade fungerat sedan 1888. Byggnaden har ståtliga valbågade fönster. [3]
- Fabiansgatan 15, Helsingfors 1901 (Rundradions hus 1934–1981)
- Fiskars spannmålsmagasin, 1902
- Helsingfors Spårvägs- och Omnibus Aktiebolags bostadshus "Sibbo kyrka", Mannerheimvägen 76, Helsingfors (revs 1978). Efter planeringen av hallen fick Asplein i uppdrag att planera ett bostadskomplex för spårvagnspersonalen. Det förlades i korsningen av Åbo landsväg, nuvarande Mannerheimvägen och Humlegårdsgatan. Det fick nament "Sibbo kyrka" i folkmun. Utåt var det ett ståtligt hus men boendeförhållandena var dåliga. De flesta bostäder vare ttor utan elvärem och toalett. Familjerna hade i sin etta ofta också en underhyresgäst.  [4]
- Karlbergs utsiktstorn, 1906–1907
- Koivumäki herrgårds huvudbyggnad, Hiltulanlahti, Kuopio 1907
- Hangö vattentorn, Hangö 1910 (förstört 1940–41)
- Pauligs verksamhetsutrymmen, Hamngatan 11, Helsingfors

## Bildgalleri

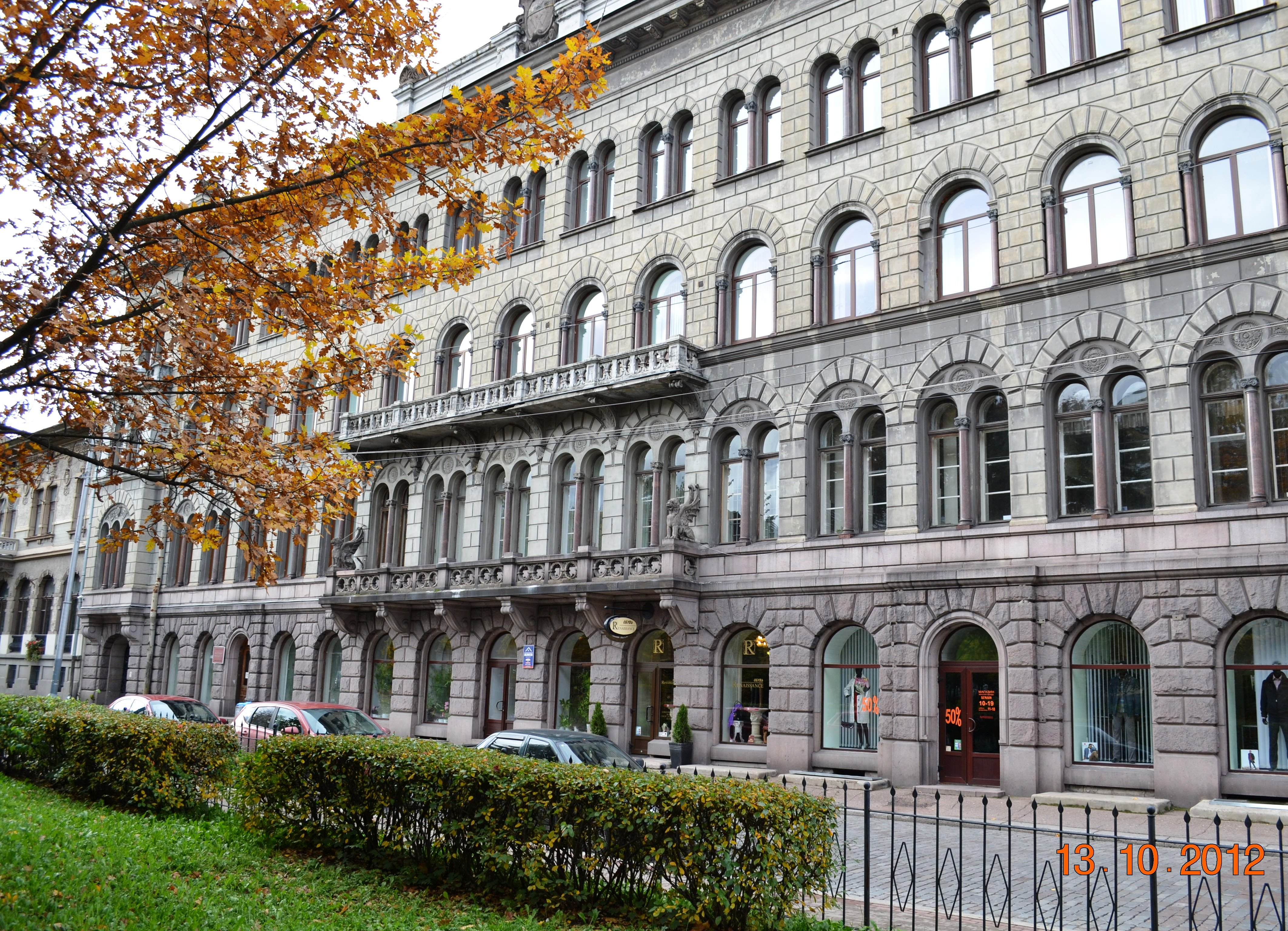
Bankbyggnad i Viborg, Finska föreningsbanken, Pionerskayagatan, 1900
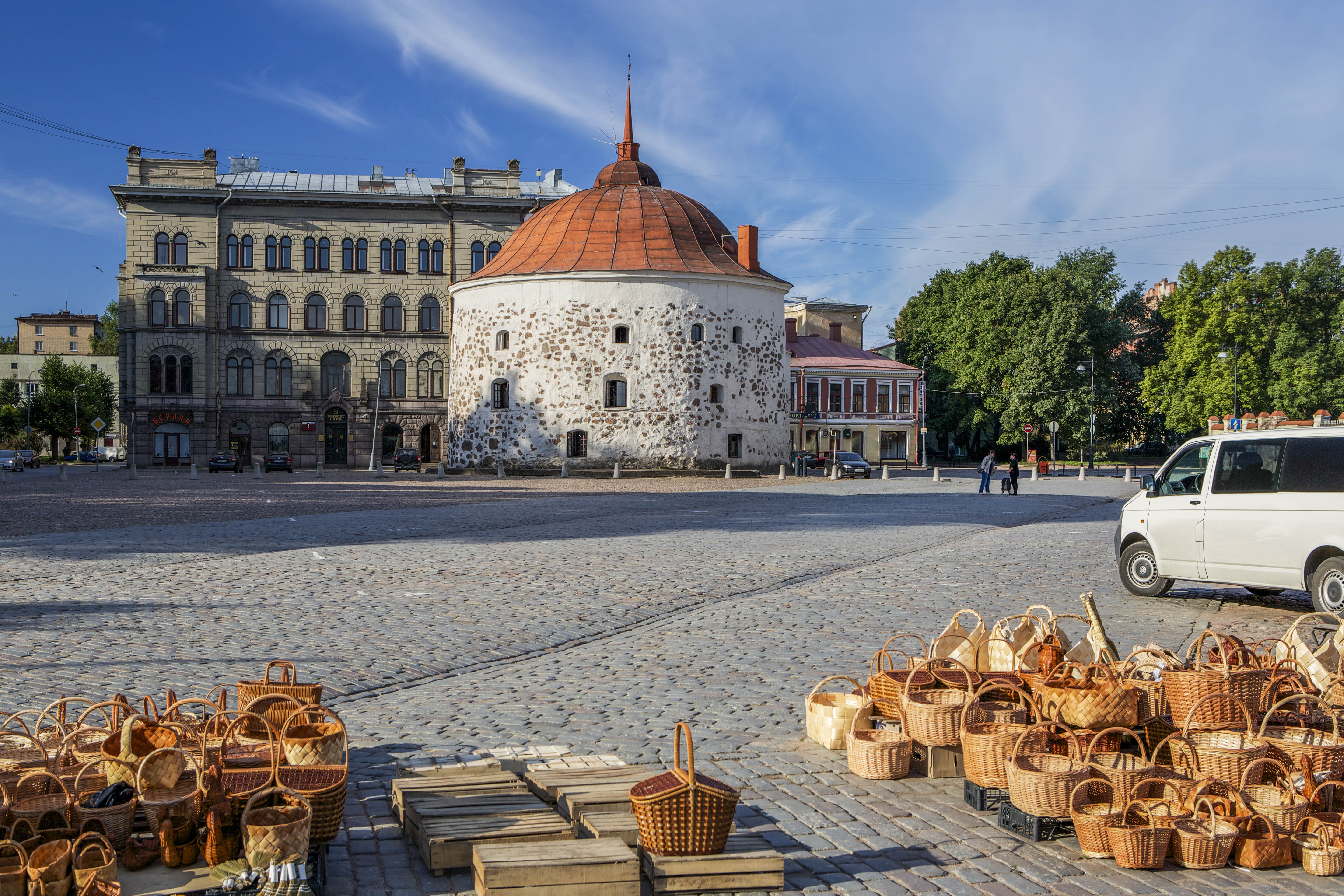
Norra fasaden av bankbyggnaden i Viborg, bakom Runda tornet
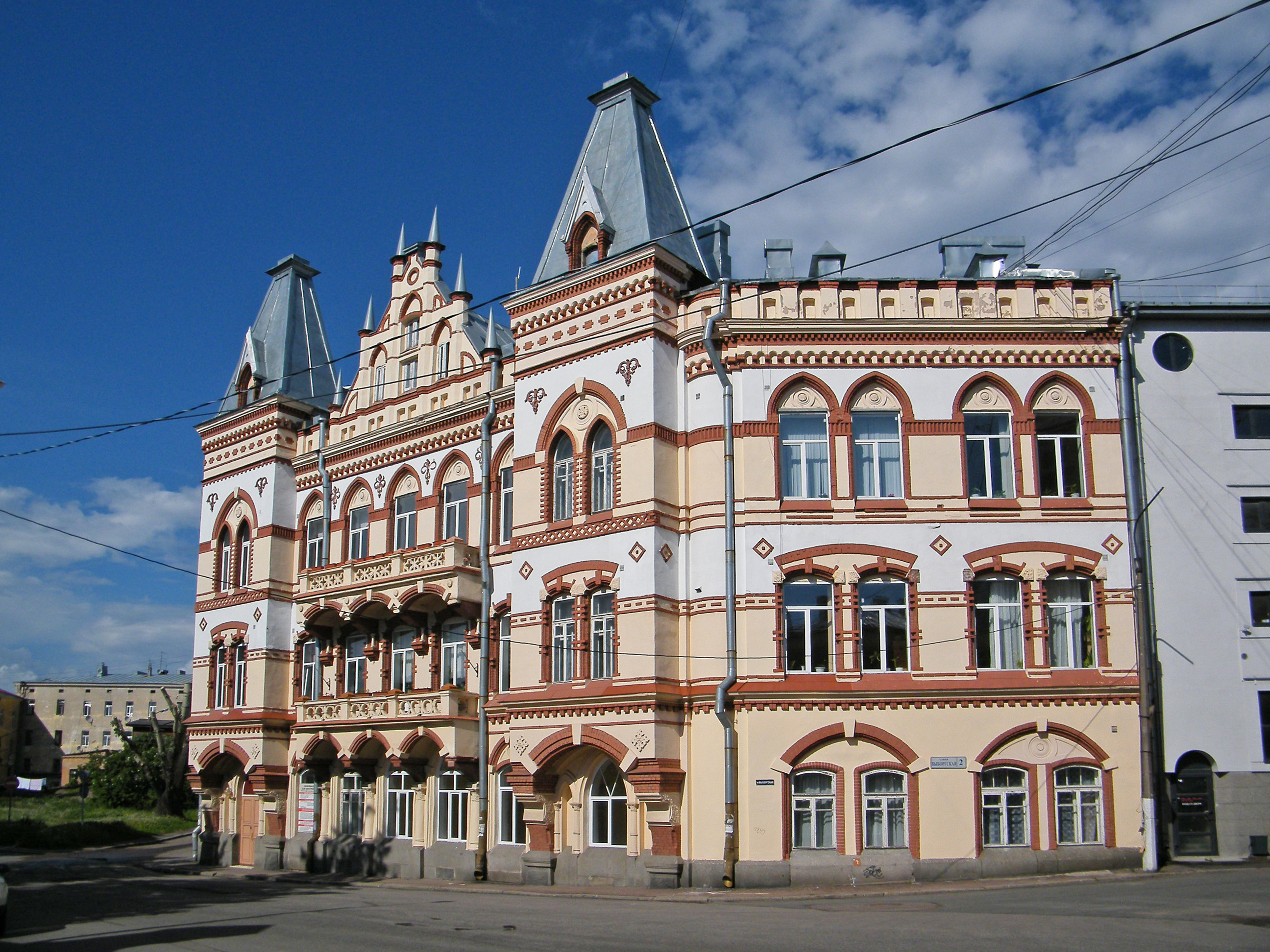
Pedagogiska institutet i Viborg, 1904
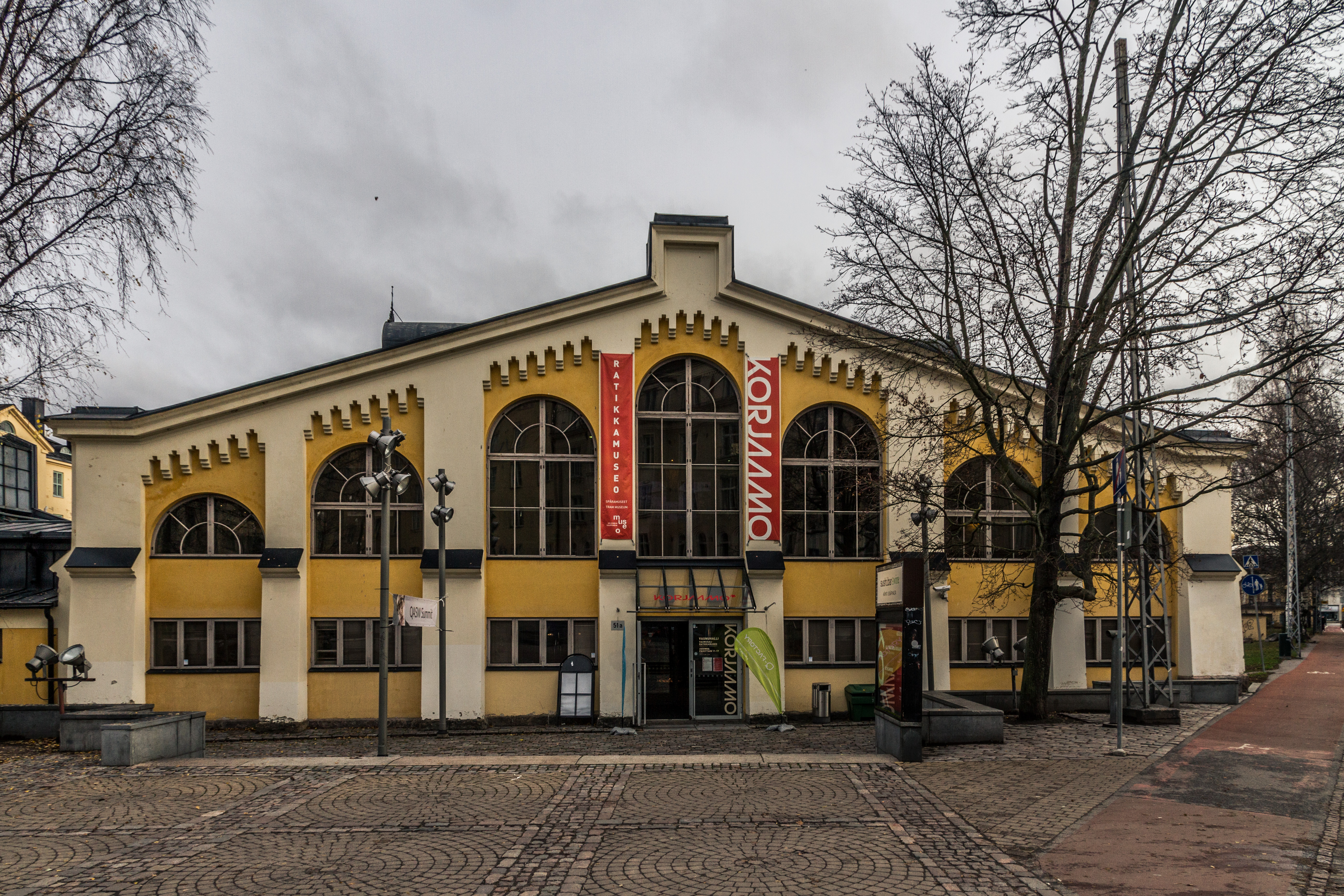
Dåvarande Tölö spårvagnshall, numera Spåramuseet i Bortre Tölö i Helsingfors
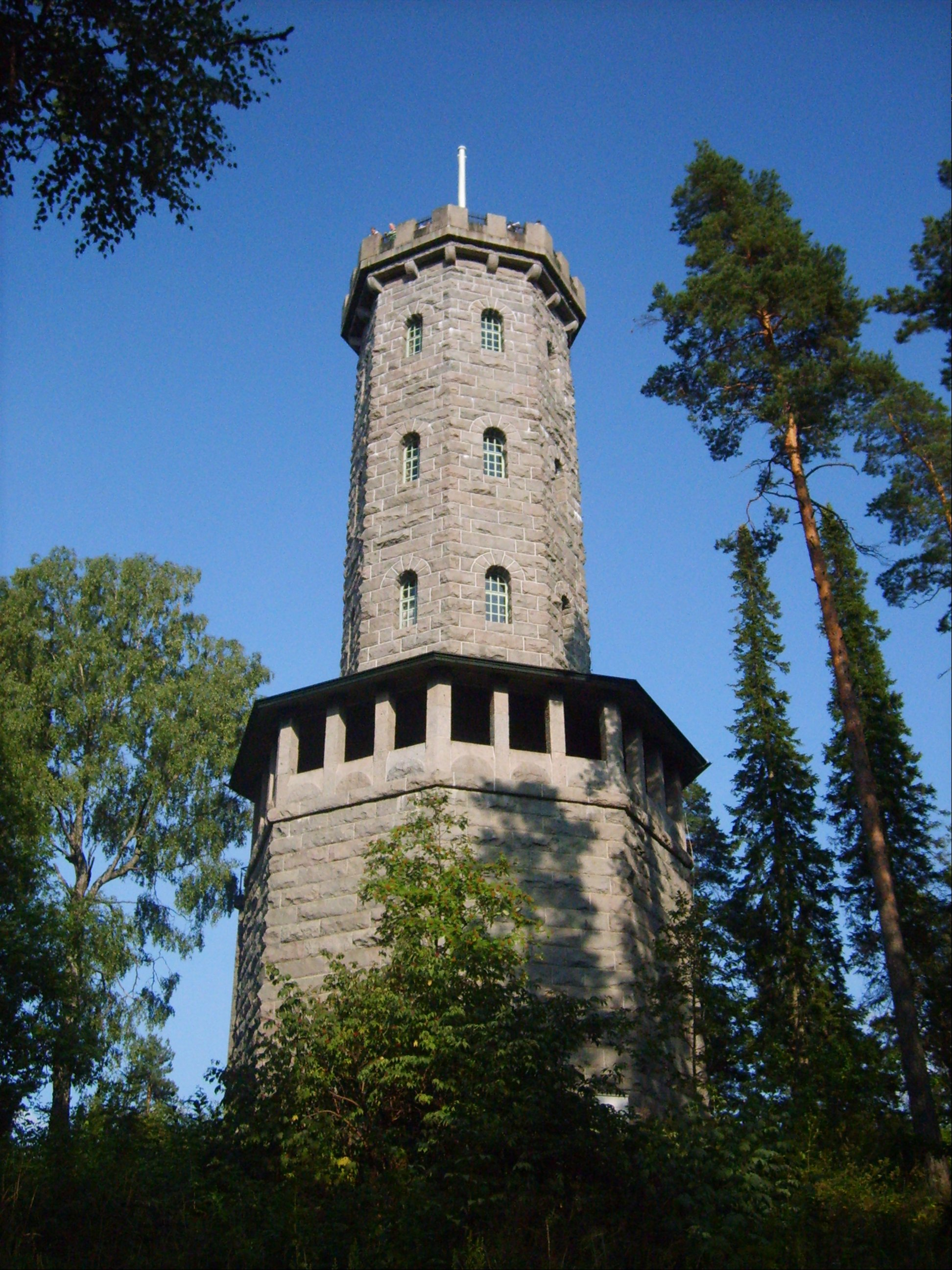
Tornet i  Karlberg i Tavastehus